# Piercia vittata
Piercia vittata är en fjärilsart som beskrevs av Antonius Johannes Theodorus Janse 1933. Piercia vittata ingår i släktet Piercia och familjen mätare. Inga underarter finns listade i Catalogue of Life.